# Barbara Marianowska
Barbara Marianowska (* 29. Mai 1947 in Diddington in Cambridgeshire, Großbritannien; † 9. Februar 2012 in Tarnów) war eine polnische Politikerin und von 2001 bis 2011 Abgeordnete des Sejm in der IV., V. und VI. Wahlperiode.

## Leben
1976 beendete sie das Studium an der Fakultät für Industriewirtschaft der Wirtschaftsuniversität Krakau.
In den Jahren 1966 bis 1983 arbeitete sie als Buchhalterin und Ökonomin unter anderem in einem Krakauer Architekturbüro und an der Berg- und Hüttenakademie Krakau. Von 1983 bis 1992 war sie Hauptinspektorin des Finanzamtes Krakau. In den Jahren 1992 bis 1994 arbeitete sie als Finanzkommissarin im Finanzkontrollamt in Krakau. Von 1994 bis 2001 war sie in der Najwyższa Izba Kontroli (Oberster Rechnungshof – NIK) als Auditorin und Spezialistin für Staatskontrolle in der Filiale der NIK in Krakau.
Seit 2002 war sie Mitglied der Prawo i Sprawiedliwość (Recht und Gerechtigkeit – PiS) und saß im Präsidium des PiS-Regionalvorstandes von Małopolska (Kleinpolen). Seit 1980 gehörte sie der Gewerkschaft Solidarność an, in den Jahren 1989 bis 1991 war sie Mitglied der Betriebskommission der Gewerkschaft im Finanzamt von Krakau und von 1992 bis 1994 leitete sie der Gewerkschaft im Finanzkontrollamt von Krakau. Seit 1998 war sie Mitglied der Vereinigung der Buchhalter in Polen, seit 2000 gehörte sie der Landeskammer der Wirtschaftsprüfer an.
Bei den Parlamentswahlen 2001 und 2005 wurde sie jeweils über die Liste der PiS für den Wahlkreis Tarnów in den Sejm gewählt. Bei den Sejmwahlen 2007 wurde sie mit 21.654 Stimmen zum dritten Mal als Abgeordnete gewählt. Sie war anschließend Mitglied der Sejm-Kommission für Innere Angelegenheiten. Bei den Wahlen 2011 war ihre Kandidatur erfolglos.